# Beaurieux (Aisne)
Beaurieux è un comune francese di 815 abitanti situato nel dipartimento dell'Aisne della regione dell'Alta Francia.

## Società

### Evoluzione demografica
Abitanti censiti